# Fejervarya vittigera
Espèce
Synonymes
- Rana vittigera Wiegmann, 1834

Statut de conservation UICN

 LC  : Préoccupation mineure
Fejervarya vittigera est une espèce d'amphibiens de la famille des Dicroglossidae.

## Répartition
Cette espèce est endémique des Philippines.

## Publication originale
- Wiegmann, 1834 : Amphibien. Reise um die erde ausgeführt auf dem Königlich preussischen seehandlungs-schiffe Prinzess Louise, commandirt von captain W. Wendt, in den jahren 1830, 1831 und 1832, vol. 3, p. 433-522.